# Eliezer Gordon
Pour les articles homonymes, voir Gordon.
Eliezer Gordon (en hébreu : אליעזר גוֹרְדוֹן), aussi connu comme Reb Laizer Telzer (לייזער טעלזער ; né en 1841 et mort en 1910 à Londres), est le rabbin de Telz et Rosh Yeshiva de la Yechiva de Telshe.

## Biographie
Eliezer Gordon est né en 1841  dans le village de Chernyany (Čarniany), en  Biélorussie, près de Vilnius. Il est le fils du rabbin Avrohom Shmuel Gordon, un élève du rabbin Haim de Volozhin.

### La Yechiva de Telshe
Eliezer Gordon est Rosh Yeshiva de la Yechiva de Telshe, dans la ville de Telšiai (en Yiddish: טעלז "Telz"), en Lituanie, de 1881 à 1910. Son gendre, Yosef Yehuda Leib Bloch (1860-1929), lui succède.

## Œuvres
- (he) Teshuvos Rabbi Eliezer, Pietrokov (Piotrków Trybunalski), (Pologne) 1913 (Paru après sa mort)